# Saison 2016-2017 de l’Étoile noire de Strasbourg
Saison précédente Saison suivante
La saison 2016-2017 de l’Étoile noire de Strasbourg est la 11e du club dans l'élite du hockey français.

## Transferts
| Nom               | Nationalité | Poste     | Provenance                      | Division          |
| ----------------- | ----------- | --------- | ------------------------------- | ----------------- |
| Carson Cooper     | Canada      | Attaquant | Bulldogs de Yale                | ECAC              |
| Mitch Witek       | États-Unis  | Défenseur | Bulldogs de Yale                | ECAC              |
| Matthew Beattie   | États-Unis  | Défenseur | Bulldogs de Yale                | ECAC              |
| Kévin Lorcher     | France      | Défenseur | Université du New Hampshire-Sud | NCAA III          |
| Arthur Coulon     | France      | Attaquant | Yétis du Mont-Blanc             | Division 1        |
| Hubert Genest     | Canada      | Défenseur | Cool FM de Saint-Georges        | LNAH              |
| Léo Guillemain    | France      | Défenseur | Dragons de Rouen                | Ligue Magnus      |
| Jordan Draper     | Canada      | Attaquant | Coqs de Courbevoie              | Division 1        |
| Loup Benoit       | France      | Attaquant | Lions de Lyon                   | Ligue Magnus      |
| Pavel Písařík     | Tchéquie    | Attaquant | HC Litvínov                     | Extraliga tchèque |
| Rolands Vīgners   | Lettonie    | Attaquant | Scorpions de Mulhouse           | Division 1        |
| Kyle Stroh        | Canada      | Attaquant | Jackals d'Elmira                | ECHL              |
| Alex Miner-Baron  | États-Unis  | Défenseur | Bobcats de Quinnipiac           | ECAC              |
| Sébastien Trudeau | Canada      | Attaquant | Assurancia de Thetford          | LNAH              |
| Malcolm Gould     | Canada      | Attaquant | Fuel d'Indy                     | ECHL              |

| Nom               | Nationalité       | Poste                | Destination                   | Division                   |
| ----------------- | ----------------- | -------------------- | ----------------------------- | -------------------------- |
| Sébastien Trudeau | Canada            | Attaquant            | Assurancia de Thetford        | LNAH                       |
| Anthony Goncalves | France            | Défenseur            | Ducs de Dijon                 | Ligue Magnus               |
| Johan Saint-André | France            | Attaquant            | Pionniers de Chamonix-Morzine | Ligue Magnus               |
| Pierrick Hoehe    | France            | Défenseur            | Aigles de Nice                | Division 1                 |
| Tarik Chipaux     | France            | Attaquant            | Scorpions de Mulhouse         | Division 1                 |
| Joey de Concilys  | Canada            | Défenseur            | Dundee Stars                  | EIHL                       |
| Valentin Michel   | France            | Attaquant            | Lions de Lyon                 | Ligue Magnus               |
| Jake Goldberg     | États-Unis        | Défenseur            | arrêt                         | -                          |
| Ján Pardavý       | Tchéquie          | Attaquant            | arrêt                         | -                          |
| Kevin Sullivan    | États-Unis        | Attaquant            | arrêt                         | -                          |
| Jake Suter        | États-Unis Canada | Entraîneur assistant | Capitols de Madison           | USHL                       |
| Matt Bruneteau    | États-Unis        | Défenseur            | inconnu                       | -                          |
| Maxim Belov       | France Russie     | Défenseur            | inconnu                       | -                          |
| Michal Petrák     | Tchéquie          | Attaquant            | Höchstadter EC                | Oberliga                   |
| Kyle Stroh        | Canada            | Attaquant            | Red Wings de Rosetown         | Chinook Hockey League (en) |
| Rolands Vīgners   | Lettonie          | Attaquant            | Scorpions de Mulhouse         | Division 1                 |

## Effectif
| No    | Nom                 | Nat. | Position  | Arrivée                                  |
| ----- | ------------------- | ---- | --------- | ---------------------------------------- |
| +001, | Baptiste Goetz      |      | Gardien   | Formé au club                            |
| +050, | Vladimír Hiadlovský |      | Gardien   | 2008 - Remparts de Tours                 |
| +008, | David Stříž – A     |      | Défenseur | 2009 - IF Troja-Ljungby                  |
| +082, | Colin Morillon      |      | Défenseur | Formé au club                            |
| +044, | Hubert Genest – A   |      | Défenseur | 2016 - St Georges COOL-FM                |
| +007, | Léo Guillemain      |      | Défenseur | 2016 - Dragons de Rouen                  |
| +006, | Mitch Witek         |      | Défenseur | 2016 - Bulldogs de Yale                  |
| +004, | Alex Minner Barron  |      | Défenseur | 2016 - Quinnipiac                        |
| +009, | Élie Marcos – C     |      | Attaquant | 2008 - Gothiques d'Amiens                |
| +010, | Thomas Mathieu      |      | Attaquant | 2012 - Scorpions de Mulhouse             |
| +045, | Julien Burgert      |      | Attaquant | Formé au club                            |
| +097, | Nathan Grabherr     |      | Attaquant | Formé au club                            |
| +012, | Loup Benoit         |      | Attaquant | 2016 - Lions de Lyon                     |
| +022, | Carson Cooper       |      | Attaquant | 2016 - Bulldogs de Yale                  |
| +029, | Arthur Coulon       |      | Attaquant | 2016 - Mont-Blanc Hockey Club            |
| +026, | Kevin Lorcher       |      | Attaquant | 2016 - Southern New Hampshire University |
| +023, | Pavel Písařík       |      | Attaquant | 2016 - HC Most                           |
| +027, | Malcolm Gould       |      | Attaquant | 2016 - Fuel d'Indy                       |
| +028, | Jordan Draper       |      | Attaquant | 2016 - Club olympique Courbevoie         |
| +058, | Sébastien Trudeau   |      | Attaquant | 2016 - Assurancia de Thetford            |
| +079, | Maxime Deplanque    |      | Défenseur | Formé au club                            |
| +080, | Valérian Mathieu    |      | Défenseur | Formé au club                            |
| +015, | Maxence Leroux      |      | Défenseur | Formé au club                            |
| +017, | Matthew Beattie     |      | Défenseur | 2016 - Bulldogs de Yale                  |

## Pré-saison
| # | Date         | Domicile              | Score | Extérieur    | Pr./TF | Affluence | Bilan | Commentaire           |
| - | ------------ | --------------------- | ----- | ------------ | ------ | --------- | ----- | --------------------- |
| 1 | 20 août      | Bietigheim Steelers   | 2-4   | Strasbourg   |        |           | 1-0   | Tournoi de Bietigheim |
| 2 | 21 août      | SønderjyskE Ishockey  | 3-2   | Strasbourg   |        |           | 1-1   | Tournoi de Bietigheim |
| 3 | 23 août      | Heilbronner Falken    | 8-2   | Strasbourg   |        |           | 1-2   |                       |
| 4 | 26 août      | Wölfe Fribourg        | 2-3   | Strasbourg   | TF     |           | 2-2   | Tournoi de Mulhouse   |
| 5 | 27 août      | Star Forward          | 7-1   | Strasbourg   |        |           | 3-2   | Tournoi de Mulhouse   |
| 6 | 28 août      | Scorpions de Mulhouse | 2-1   | Strasbourg   | TF     |           | 3-3   | Tournoi de Mulhouse   |
| 7 | 7 septembre  | Gamyo Épinal          | 5-6   | Strasbourg   | Pr.    |           | 4-3   |                       |
| 8 | 10 septembre | Strasbourg            | 2-4   | Gamyo Épinal |        |           | 4-4   |                       |

## Ligue Magnus

### Saison régulière

#### Résultats
| #  | Date         | Domicile         | Score | Extérieur        | Pr. / TF | Affluence | Points cumulés | % de victoires | Feuille de match | Classement |
| -- | ------------ | ---------------- | ----- | ---------------- | -------- | --------- | -------------- | -------------- | ---------------- | ---------- |
| 1  | 13 septembre | Nice             | 2-0   | Strasbourg       | -        | 843       | 0              | 0              | J01              | 8e         |
| 2  | 16 septembre | Strasbourg       | 1-4   | Rouen            | -        | 1 102     | 0              | 0              | J02              | 10e        |
| 3  | 20 septembre | Gap              | 6-3   | Strasbourg       | -        | 1 286     | 0              | 0              | J03              | 12e        |
| 4  | 23 septembre | Lyon             | 4-1   | Strasbourg       | -        | 2 118     | 0              | 0              | J04              | 12e        |
| 5  | 25 septembre | Strasbourg       | 5-1   | Chamonix-Morzine | -        | 532       | 3              | 20,0           | J05              | 11e        |
| 6  | 27 septembre | Amiens           | 2-0   | Strasbourg       | -        | 1 810     | 3              | 16,6           | J06              | 11e        |
| 7  | 30 septembre | Strasbourg       | 2-3   | Grenoble         | Pr.      | 625       | 4              | 14,3           | J07              | 11e        |
| 8  | 4 octobre    | Dijon            | 4-6   | Strasbourg       | -        | 297       | 7              | 25,0           | J08              | 10e        |
| 9  | 7 octobre    | Strasbourg       | 3-2   | Angers           | -        | 726       | 10             | 33,3           | J09              | 8e         |
| 10 | 9 octobre    | Épinal           | 0-3   | Strasbourg       | -        | 1 688     | 13             | 40,0           | J10              | 7e         |
| 11 | 11 octobre   | Strasbourg       | 1-3   | Bordeaux         | -        | 637       | 13             | 36,3           | J11              | 8e         |
| 12 | 14 octobre   | Rouen            | 5-2   | Strasbourg       | -        | 2 402     | 13             | 33,3           | J12              | 8e         |
| 13 | 18 octobre   | Strasbourg       | 2-1   | Gap              | -        | 882       | 16             | 38,5           | J13              | 7e         |
| 14 | 21 octobre   | Strasbourg       | 3-4   | Lyon             | Pr.      | 1 328     | 17             | 35,7           | J14              | 7e         |
| 15 | 23 octobre   | Chamonix-Morzine | 4-5   | Strasbourg       | Pr.      | 743       | 19             | 40,0           | J15              | 7e         |
| 16 | 28 octobre   | Strasbourg       | 5-2   | Amiens           | -        | 1 252     | 22             | 43,8           | J16              | 5e         |
| 17 | 8 novembre   | Grenoble         | 5-2   | Strasbourg       | -        | 2 434     | 22             | 41,2           | J17              | 7e         |
| 18 | 11 novembre  | Strasbourg       | 6-2   | Dijon            | -        | 1 352     | 25             | 44,4           | J18              | 7e         |
| 19 | 15 novembre  | Angers           | 4-2   | Strasbourg       | -        | 625       | 25             | 42,1           | J19              | 7e         |
| 20 | 18 novembre  | Strasbourg       | 2-5   | Épinal           | -        | 1 420     | 25             | 40,0           | J20              | 8e         |
| 21 | 20 novembre  | Bordeaux         | 5-1   | Strasbourg       | -        | 3 123     | 25             | 38,1           | J21              | 9e         |
| 22 | 25 novembre  | Strasbourg       | 5-3   | Nice             | -        | 1 084     | 28             | 40,9           | J22              | 8e         |
| 23 | 29 novembre  | Strasbourg       | 3-4   | Nice             | TF       | 837       | 29             | 39,1           | J23              | 8e         |
| 24 | 2 décembre   | Lyon             | 3-1   | Strasbourg       | -        | 2 420     | 29             | 37,5           | J24              | 9e         |
| 25 | 9 décembre   | Strasbourg       | 1-4   | Gap              | -        | 1 271     | 29             | 36,0           | J25              | 9e         |
| 26 | 11 décembre  | Angers           | 3-0   | Strasbourg       | -        | 700       | 29             | 34,6           | J26              | 9e         |
| 27 | 23 décembre  | Strasbourg       | 1-3   | Amiens           | -        | 1 132     | 29             | 33,3           | J27              | 9e         |
| 28 | 27 décembre  | Grenoble         | 3-0   | Strasbourg       | -        | 3 500     | 29             | 32,1           | J28              | 9e         |
| 29 | 29 décembre  | Strasbourg       | 7-1   | Épinal           | -        | 1 450     | 32             | 34,5           | J29              | 10e        |
| 30 | 6 janvier    | Bordeaux         | 6-2   | Strasbourg       | -        | 2 950     | 32             | 33,3           | J30              | 10e        |
| 31 | 8 janvier    | Strasbourg       | 2-3   | Chamonix-Morzine | -        | 1 103     | 32             | 32,3           | J31              | 10e        |
| 32 | 10 janvier   | Rouen            | 7-2   | Strasbourg       | -        | 2 746     | 32             | 31,3           | J32              | 10e        |
| 33 | 13 janvier   | Strasbourg       | 1-2   | Dijon            | -        | 1 101     | 32             | 30,3           | J33              | 10e        |
| 34 | 17 janvier   | Strasbourg       | 2-5   | Lyon             | -        | 753       | 32             | 29,4           | J34              | 11e        |
| 35 | 20 janvier   | Gap              | 8-1   | Strasbourg       | -        | 1 783     | 32             | 28,6           | J35              | 12e        |
| 36 | 22 janvier   | Strasbourg       | 4-3   | Angers           | -        | 957       | 35             | 30,6           | J36              | 11e        |
| 37 | 24 janvier   | Amiens           | 2-3   | Strasbourg       | Pr.      | 2 569     | 37             | 32,4           | J37              | 10e        |
| 38 | 27 janvier   | Strasbourg       | 3-2   | Grenoble         | Pr.      | 1 438     | 39             | 34,2           | J38              | 11e        |
| 39 | 3 février    | Épinal           | 4-3   | Strasbourg       | TF       | 1 688     | 40             | 33,3           | J39              | 11e        |
| 40 | 5 février    | Strasbourg       | 4-1   | Bordeaux         | -        | 1 482     | 43             | 35,0           | J40              | 9e         |
| 41 | 14 février   | Chamonix-Morzine | 0-6   | Strasbourg       | -        | 1 582     | 46             | 36,6           | J41              | 9e         |
| 42 | 17 février   | Strasbourg       | 0-3   | Rouen            | -        | 1 503     | 46             | 35,7           | J42              | 9e         |
| 43 | 21 février   | Dijon            | 5-1   | Strasbourg       | -        | 909       | 46             | 34,9           | J43              | 9e         |
| 44 | 24 février   | Nice             | 3-2   | Strasbourg       | Pr.      | 622       | 47             | 34,1           | J44              | 9e         |

#### Classement
| Clt   | Équipe           | PJ | V  | VP | D  | DP | BP  | BC  | Diff | Pts |
| ----- | ---------------- | -- | -- | -- | -- | -- | --- | --- | ---- | --- |
| +001, | Gap              | 44 | 28 | 4  | 9  | 3  | 179 | 98  | +81  | 95  |
| +002, | Grenoble         | 44 | 25 | 9  | 7  | 3  | 157 | 104 | +53  | 90  |
| +003, | Rouen            | 44 | 26 | 6  | 12 | 0  | 162 | 110 | +52  | 90  |
| +004, | Bordeaux         | 44 | 25 | 4  | 12 | 3  | 145 | 101 | +44  | 86  |
| +005, | Lyon             | 44 | 22 | 5  | 11 | 6  | 139 | 104 | +35  | 82  |
| +006, | Angers           | 44 | 14 | 5  | 16 | 9  | 109 | 119 | -10  | 61  |
| +007, | Amiens           | 44 | 14 | 3  | 22 | 5  | 114 | 140 | -26  | 53  |
| +008, | Épinal           | 44 | 13 | 4  | 23 | 4  | 116 | 147 | -31  | 51  |
| +009, | Strasbourg       | 44 | 12 | 3  | 24 | 5  | 109 | 146 | -37  | 47  |
| +010, | Dijon            | 44 | 12 | 2  | 26 | 4  | 99  | 154 | -55  | 44  |
| +011, | Nice             | 44 | 10 | 5  | 25 | 4  | 109 | 147 | -38  | 44  |
| +012, | Chamonix-Morzine | 44 | 10 | 3  | 24 | 7  | 109 | 177 | -68  | 43  |

- Meilleure équipe de la saison régulière, qualifié pour les séries
- Qualifié pour les séries
- Dispute la poule de maintien

#### Statistiques
| Équipe           | MJ | Supériorité numérique | Supériorité numérique | Supériorité numérique | Supériorité numérique | Infériorité numérique | Infériorité numérique | Infériorité numérique | Infériorité numérique |
| Équipe           | MJ | BPSup                 | NS                    | %                     | BCSup                 | BCInf                 | NI                    | %                     | BPInf                 |
| ---------------- | -- | --------------------- | --------------------- | --------------------- | --------------------- | --------------------- | --------------------- | --------------------- | --------------------- |
| Amiens           | 44 | 34                    | 156                   | 21,79                 | 4                     | 39                    | 192                   | 79,69                 | 1                     |
| Angers           | 44 | 12                    | 136                   | 8,82                  | 3                     | 17                    | 145                   | 88,28                 | 0                     |
| Bordeaux         | 44 | 33                    | 200                   | 16,50                 | 6                     | 19                    | 163                   | 88,34                 | 1                     |
| Chamonix-Morzine | 44 | 23                    | 163                   | 14,11                 | 1                     | 29                    | 151                   | 80,79                 | 1                     |
| Dijon            | 44 | 29                    | 141                   | 20,57                 | 4                     | 30                    | 200                   | 85,00                 | 9                     |
| Épinal           | 44 | 24                    | 182                   | 13,19                 | 5                     | 40                    | 172                   | 76,74                 | 2                     |
| Gap              | 44 | 42                    | 193                   | 21,76                 | 2                     | 27                    | 184                   | 85,33                 | 3                     |
| Grenoble         | 44 | 35                    | 182                   | 19,23                 | 3                     | 26                    | 177                   | 85,31                 | 3                     |
| Lyon             | 44 | 27                    | 177                   | 15,25                 | 6                     | 23                    | 169                   | 86,39                 | 4                     |
| Nice             | 44 | 26                    | 175                   | 14,86                 | 3                     | 33                    | 164                   | 79,88                 | 7                     |
| Rouen            | 44 | 36                    | 188                   | 19,15                 | 2                     | 25                    | 184                   | 86,41                 | 5                     |
| Strasbourg       | 44 | 14                    | 146                   | 9,59                  | 3                     | 27                    | 138                   | 80,43                 | 6                     |

### Poule de maintien

#### Résultats
Les résultats des matches disputés entre les équipes disputant la poule de maintien lors de la saison régulière sont conservés.
| Bilan de la saison régulière                                       | C-M | DIJ    | NIC | STR    | C-M | DIJ    | NIC    | STR    |
| Chamonix-Morzine                                                   |     | 2-1 Pr | 2-4 | 4-5 Pr |     | 6-4    | 3-4 Pr | 0-6    |
| Dijon                                                              | 3-1 |        | 5-1 | 4-6    | 6-2 |        | 1-2    | 5-1    |
| Nice                                                               | 4-1 | 3-4    |     | 2-0    | 3-4 | 1-2 Pr |        | 3-2 Pr |
| Strasbourg                                                         | 5-1 | 6-2    | 5-3 |        | 2-3 | 1-2    | 3-4 TF |        |
| - Victoire à domicile - Victoire à l'extérieur - Match non disputé |     |        |     |        |     |        |        |        |

Pr. : Prolongation    -    TF : Tirs de fusillade
| # | Date       | Domicile         | Score | Extérieur        | Pr. / TF | Affluence | Points cumulés (dont en poule de maintien) | % de victoires | Feuille de match | Classement |
| - | ---------- | ---------------- | ----- | ---------------- | -------- | --------- | ------------------------------------------ | -------------- | ---------------- | ---------- |
| 1 | 28 février | Strasbourg       | 3-0   | Dijon            | -        | 732       | 22 (3)                                     | 100,0          | PM01             | 10e        |
| 2 | 3 mars     | Nice             | 4-0   | Strasbourg       | -        | 573       | 22 (3)                                     | 50,0           | PM02             | 10e        |
| 3 | 7 mars     | Chamonix-Morzine | 1-3   | Strasbourg       | -        | 1 248     | 25 (6)                                     | 66,6           | PM03             | 10e        |
| 4 | 10 mars    | Strasbourg       | 5-1   | Chamonix-Morzine | -        | 656       | 28 (9)                                     | 75,0           | PM04             | 9e         |
| 5 | 14 mars    | Dijon            | 3-5   | Strasbourg       | -        | 562       | 31 (12)                                    | 80,0           | PM05             | 9e         |
| 6 | 21 mars    | Strasbourg       | 3-4   | Nice             | -        | 1 212     | 31 (12)                                    | 66,7           | PM06             | 9e         |

#### Classement
| Clt   | Équipe           | PJ | V | VP | D  | DP | BP | BC | Diff | Pts |
| ----- | ---------------- | -- | - | -- | -- | -- | -- | -- | ---- | --- |
| +009, | Strasbourg       | 18 | 9 | 1  | 6  | 2  | 61 | 46 | +15  | 31  |
| +010, | Dijon            | 18 | 9 | 1  | 7  | 1  | 59 | 57 | +2   | 30  |
| +011, | Nice             | 18 | 7 | 3  | 7  | 1  | 53 | 48 | +5   | 28  |
| +012, | Chamonix-Morzine | 18 | 5 | 1  | 10 | 2  | 49 | 71 | -22  | 19  |

- relégué en Division 1

## Coupe de France
| Tour                | Date             | Domicile   | Score | Extérieur  | Pr./TF | Affluence | Bilan | FM        |
| ------------------- | ---------------- | ---------- | ----- | ---------- | ------ | --------- | ----- | --------- |
| Seizièmes de finale | 25 octobre 2016  | Strasbourg | 5-4   | Épinal     | TF     | 859       | 1-0   | CdF 1/16e |
| Huitièmes de finale | 22 novembre 2016 | Mulhouse   | 3-1   | Strasbourg | -      | 1 574     | 1-1   | CdF 1/8e  |

## Statistiques

### Statistiques collectives
Pour les significations des abréviations, voir statistiques du hockey sur glace.
| Compétition                               | Débute en       | Termine en     | PJ | V  | VP | VF | D  | DP | DF | BP  | BC  | Diff |
| ----------------------------------------- | --------------- | -------------- | -- | -- | -- | -- | -- | -- | -- | --- | --- | ---- |
| Championnat de France (saison régulière)  | -               | -              | 44 | 12 | 3  | 0  | 24 | 3  | 2  | 109 | 146 | -37  |
| Championnat de France (poule de maintien) | -               | -              | 6  | 4  | 0  | 0  | 2  | 0  | 0  | 19  | 13  | +6   |
| Coupe de France                           | 1/16e de finale | 1/8e de finale | 2  | 0  | 0  | 1  | 1  | 0  | 0  | 6   | 7   | -1   |
| Total                                     | -               | -              | 52 | 16 | 3  | 1  | 27 | 3  | 2  | 134 | 166 | -32  |

### Statistiques individuelles

#### Joueurs
Pour les significations des abréviations, voir statistiques du hockey sur glace.
| Nom          | Saison Régulière | Saison Régulière | Saison Régulière | Saison Régulière | Saison Régulière | Saison Régulière | Poule de maintien | Poule de maintien | Poule de maintien | Poule de maintien | Poule de maintien | Poule de maintien | Coupe de France | Coupe de France | Coupe de France | Coupe de France | Coupe de France | Coupe de France | Total | Total | Total | Total | Total | Total |
| Nom          | PJ               | B                | A                | Pts              | +/-              | Pun              | PJ                | B                 | A                 | Pts               | +/-               | Pun               | PJ              | B               | A               | Pts             | +/-             | Pun             | PJ    | B     | A     | Pts   | +/-   | Pun   |
| ------------ | ---------------- | ---------------- | ---------------- | ---------------- | ---------------- | ---------------- | ----------------- | ----------------- | ----------------- | ----------------- | ----------------- | ----------------- | --------------- | --------------- | --------------- | --------------- | --------------- | --------------- | ----- | ----- | ----- | ----- | ----- | ----- |
| Miner Barron | 44               | 3                | 25               | 28               | +1               | 50               | 6                 | 0                 | 2                 | 2                 | +3                | 34                | 2               | 0               | 0               | 0               | NC              | 4               | 52    | 3     | 27    | 30    | +4    | 88    |
| Witek        | 44               | 2                | 12               | 14               | -9               | 63               | 6                 | 0                 | 0                 | 0                 | +2                | 0                 | 2               | 0               | 1               | 1               | NC              | 22              | 52    | 2     | 13    | 15    | -7    | 85    |
| Guillemain   | 27               | 0                | 4                | 4                | -9               | 12               | 0                 | 0                 | 0                 | 0                 | 0                 | 0                 | 1               | 0               | 0               | 0               | NC              | 0               | 28    | 0     | 4     | 4     | -9    | 12    |
| Stříž        | 42               | 1                | 7                | 8                | -6               | 20               | 6                 | 0                 | 1                 | 1                 | +2                | 2                 | 2               | 0               | 1               | 1               | NC              | 2               | 50    | 1     | 9     | 10    | -4    | 24    |
| Marcos       | 43               | 8                | 19               | 27               | -2               | 32               | 6                 | 2                 | 3                 | 5                 | +2                | 2                 | 2               | 1               | 0               | 1               | NC              | 2               | 51    | 11    | 22    | 33    | 0     | 36    |
| T. Mathieu   | 44               | 6                | 3                | 9                | -15              | 6                | 6                 | 0                 | 1                 | 1                 | -1                | 2                 | 2               | 0               | 0               | 0               | NC              | 0               | 52    | 6     | 4     | 10    | -16   | 8     |
| Baud         | 0                | 0                | 0                | 0                | 0                | 0                | 0                 | 0                 | 0                 | 0                 | 0                 | 0                 | 2               | 1               | 1               | 2               | NC              | 0               | 2     | 1     | 1     | 2     | 0     | 0     |
| Stroh        | 9                | 4                | 2                | 6                | +9               | 18               | 0                 | 0                 | 0                 | 0                 | 0                 | 0                 | 0               | 0               | 0               | 0               | NC              | 0               | 9     | 4     | 2     | 6     | +9    | 18    |
| Messinger    | 1                | 0                | 0                | 0                | 0                | 0                | 0                 | 0                 | 0                 | 0                 | 0                 | 0                 | 0               | 0               | 0               | 0               | NC              | 0               | 1     | 0     | 0     | 0     | 0     | 0     |
| Benoît       | 38               | 4                | 3                | 7                | -14              | 31               | 6                 | 1                 | 2                 | 3                 | 0                 | 2                 | 0               | 0               | 0               | 0               | NC              | 0               | 44    | 5     | 5     | 10    | -14   | 33    |
| Beattie      | 31               | 8                | 8                | 16               | -10              | 14               | 4                 | 1                 | 1                 | 2                 | +2                | 6                 | 0               | 0               | 0               | 0               | NC              | 0               | 35    | 9     | 9     | 18    | -8    | 20    |
| Cooper       | 32               | 9                | 15               | 24               | -4               | 78               | 6                 | 1                 | 3                 | 4                 | +4                | 4                 | 1               | 1               | 1               | 2               | NC              | 0               | 39    | 11    | 19    | 30    | 0     | 82    |
| Písařík      | 44               | 15               | 10               | 25               | -1               | 14               | 6                 | 2                 | 1                 | 3                 | +1                | 0                 | 2               | 1               | 2               | 3               | NC              | 0               | 52    | 18    | 13    | 31    | 0     | 14    |
| Lorcher      | 37               | 3                | 8                | 11               | -4               | 32               | 5                 | 3                 | 1                 | 4                 | +3                | 6                 | 1               | 0               | 0               | 0               | NC              | 0               | 43    | 6     | 9     | 15    | -1    | 38    |
| Gould        | 27               | 12               | 11               | 23               | +9               | 57               | 6                 | 2                 | 3                 | 5                 | +2                | 6                 | 0               | 0               | 0               | 0               | NC              | 0               | 33    | 14    | 14    | 28    | +11   | 63    |
| Draper       | 43               | 11               | 24               | 35               | +18              | 26               | 4                 | 3                 | 0                 | 3                 | +2                | 0                 | 2               | 1               | 1               | 2               | NC              | 2               | 49    | 15    | 25    | 40    | +20   | 28    |
| Coulon       | 25               | 0                | 3                | 3                | -8               | 4                | 0                 | 0                 | 0                 | 0                 | 0                 | 0                 | 1               | 0               | 0               | 0               | NC              | 0               | 26    | 0     | 3     | 3     | -8    | 4     |
| Siegfriedt   | 1                | 0                | 0                | 0                | 0                | 0                | 0                 | 0                 | 0                 | 0                 | 0                 | 0                 | 1               | 0               | 0               | 0               | NC              | 0               | 2     | 0     | 0     | 0     | 0     | 0     |
| Blandin      | 3                | 0                | 0                | 0                | -1               | 2                | 1                 | 0                 | 0                 | 0                 | 0                 | 0                 | 1               | 0               | 0               | 0               | NC              | 0               | 5     | 0     | 0     | 0     | -1    | 2     |
| Genest       | 44               | 1                | 10               | 11               | -3               | 33               | 6                 | 0                 | 3                 | 3                 | +1                | 2                 | 2               | 0               | 0               | 0               | NC              | 0               | 52    | 1     | 13    | 14    | -2    | 35    |
| Burgert      | 43               | 8                | 7                | 15               | -14              | 18               | 6                 | 2                 | 2                 | 4                 | -1                | 0                 | 1               | 0               | 0               | 0               | NC              | 0               | 50    | 10    | 9     | 19    | -15   | 18    |
| Chausserie   | 1                | 0                | 0                | 0                | 0                | 0                | 0                 | 0                 | 0                 | 0                 | 0                 | 0                 | 1               | 0               | 0               | 0               | NC              | 0               | 2     | 0     | 0     | 0     | 0     | 0     |
| Trudeau      | 15               | 6                | 4                | 10               | -4               | 4                | 3                 | 0                 | 0                 | 0                 | +1                | 2                 | 1               | 0               | 0               | 0               | NC              | 0               | 19    | 6     | 4     | 10    | -3    | 6     |
| V. Mathieu   | 41               | 1                | 1                | 2                | -10              | 0                | 6                 | 0                 | 3                 | 3                 | +2                | 0                 | 2               | 0               | 0               | 0               | NC              | 0               | 49    | 1     | 4     | 5     | -8    | 0     |
| Leroux       | 39               | 1                | 0                | 1                | -9               | 10               | 6                 | 1                 | 0                 | 1                 | +1                | 0                 | 2               | 0               | 0               | 0               | NC              | 0               | 47    | 2     | 0     | 2     | -8    | 10    |
| Morillon     | 43               | 2                | 1                | 3                | -8               | 22               | 6                 | 0                 | 0                 | 0                 | -1                | 2                 | 2               | 0               | 0               | 0               | NC              | 0               | 51    | 2     | 1     | 3     | -9    | 24    |
| Deplanque    | 44               | 1                | 0                | 1                | +1               | 4                | 6                 | 0                 | 0                 | 0                 | -1                | 0                 | 2               | 0               | 0               | 0               | NC              | 0               | 52    | 1     | 0     | 1     | 0     | 4     |
| Vīgners      | 15               | 2                | 4                | 6                | -4               | 2                | 0                 | 0                 | 0                 | 0                 | 0                 | 0                 | 1               | 1               | 0               | 1               | NC              | 2               | 16    | 3     | 4     | 7     | -4    | 4     |
| Grabherr     | 30               | 1                | 0                | 1                | -2               | 0                | 6                 | 1                 | 0                 | 1                 | +1                | 0                 | 1               | 0               | 0               | 0               | NC              | 0               | 37    | 2     | 0     | 2     | -1    | 0     |
| Baeumlin     | 3                | 0                | 0                | 0                | 0                | 0                | 0                 | 0                 | 0                 | 0                 | 0                 | 0                 | 0               | 0               | 0               | 0               | NC              | 0               | 3     | 0     | 0     | 0     | 0     | 0     |

#### Gardiens
Pour les significations des abréviations, voir statistiques du hockey sur glace.
| Nom        | Saison Régulière | Saison Régulière | Saison Régulière | Saison Régulière | Saison Régulière | Saison Régulière | Saison Régulière | Poule de maintien | Poule de maintien | Poule de maintien | Poule de maintien | Poule de maintien | Poule de maintien | Poule de maintien | Coupe de France, | Coupe de France, | Coupe de France, | Coupe de France, | Coupe de France, | Coupe de France, | Coupe de France, | Total | Total         | Total | Total | Total | Total | Total |
| Nom        | PJ               | Min              | V                | Bl               | BC               | Moy              | % Arr            | PJ                | Min               | V                 | Bl                | BC                | Moy               | % Arr             | PJ               | Min              | V                | Bl               | BC               | Moy              | % Arr            | PJ    | Min           | V     | Bl    | BC    | Moy   | % Arr |
| ---------- | ---------------- | ---------------- | ---------------- | ---------------- | ---------------- | ---------------- | ---------------- | ----------------- | ----------------- | ----------------- | ----------------- | ----------------- | ----------------- | ----------------- | ---------------- | ---------------- | ---------------- | ---------------- | ---------------- | ---------------- | ---------------- | ----- | ------------- | ----- | ----- | ----- | ----- | ----- |
| Hiadlovský | 42               | 2493 min 58 s    | 15               | 2                | 122              | 2,94             | 89,4             | 4                 | 209 min 36 s      | 4                 | 1                 | 6                 | 1,72              | 94,0              | 2                | 127 min 12 s     | 1                | 0                | 7                | 3,30             | NC               | 48    | 2810 min 46 s | 20    | 3     | 135   | 2,86  | 89,3  |
| Goetz      | 5                | 179 min 20 s     | 0                | 0                | 17               | 5,69             | 85,1             | 3                 | 148 min 24 s      | 1                 | 0                 | 7                 | 2,83              | 91,7              | 0                | -                | -                | -                | -                | -                | -                | 8     | 347 min 44 s  | 1     | 0     | 24    | 4,31  | 87,8  |